# Rittersmühle (St. Ingbert)
Rittersmühle ist ein Weiler und Ortsteil des Stadtteils Oberwürzbach der Mittelstadt St. Ingbert im Saarland. Er wird vom Würzbach durchflossen und liegt an der Landesstraße L 235. Das namengebende Mühlengehöft aus dem 18. Jahrhundert steht als Einzeldenkmal unter Schutz.
Als Ortsteil der ehemals selbstständigen Gemeinde Oberwürzbach wurde Rittersmühle am 1. Februar 1974 im Rahmen der Gebiets- und Verwaltungsreform im Saarland in die Stadt Sankt Ingbert eingegliedert.
Nur wenig nördlich befindet sich auf Hasseler Gemarkung mit dem Gut Ettental ein denkmalgeschütztes Ensemble mit Herrenhaus, Wohn- und Stallgebäuden aus dem 18. bis 20. Jahrhundert.